# Jean Michel (drammaturgo)
Jean Michel, oppure Jehan Michel (1435 – Angers, 1501), è stato un drammaturgo, scrittore e medico francese.

## Biografia
Jean Michel è ricordato per aver scritto il Mystère de la Passion, costituito da trentamila versi divisi in prologo e quattro giornate, ispirato da Le Mystère de la Passion, di Arnoul Gréban, messo in scena a Abbeville dal 23 al 26 maggio 1455 e pubblicato nel 1458.
Il testo di Jean Michel, considerato uno dei misteri più importanti del tardo Medioevo, invece fu rappresentato, una prima volta, ad Angers nel 1486, e quindi ininterrottamente fino al 1507; ispirò numerose altre Passioni, oltre che rifuso con l'originale di Gréban, con aggiunte e correzioni, dal quale si distinse per una certa autonomia stilistica, per qualche spunto realistico, per i dialoghi più accentuati e per le risposte più vive.
I Misteri della Passione rappresentarono gli eventi fondamentali della Settimana santa.
Il Mystère de la Passion di Jean Michel descrive alcuni eventi fondamentali presenti nel testo biblico, partendo dal peccato originale, proseguendo con personaggi allegorici che evocano l'arrivo di un Messia; la parte fondamentale della rappresentazione è formata dal mistero della Passione di Cristo, e differentemente dal testo di Gréban non sono molto approfonditi i misteri della Concezione, della Natività e della Risurrezione; lo scritto si conclude con la morale dalla rappresentazione.
Di tutti i personaggi presenti, Maria Maddalena risulta una delle protagoniste assolute: Jean Michel gli concede, infatti, un posto di primo piano nel secondo giorno del suo mistero, dato che Maria Maddalena rappresenta una sintesi di più personaggi e il simbolo stesso del peccatore pentito e proprio nella seconda metà del XV secolo la sua venerazione ricevette una grande ascesa.
Il lavoro di Jean Michel è quindi legato alla tradizione dei grandi Misteri della Passione per la sua magnitudine,
il numero dei suoi personaggi e la natura spettacolare di alcune scene, dai quali si distinse per un'azione più vicina, incentrata sulla vita pubblica e sulla Passione di Cristo, per l'importanza data ai sermoni, e per l'illustrazione del cammino spirituale di molti, in particolare, quello di Maria Maddalena.
A Jean Michel viene attribuito anche un Mystère de là Résurrection, costituito da ventimila versi, centocinque personaggi, tre giorni di rappresentazione, stampato da Vérard verso la fine del 1499, rappresentato nel 1456 ad Angers, come prosecuzione di una Passione messa in scena negli anni precedenti.

## Opere
- Mystère de là Résurrection (circa 1456);
- Mystère de la Passion (circa 1486).